# Unterseeboot 511
Le Unterseeboot 511 (ou U-511) est un sous-marin allemand utilisé par la Kriegsmarine pendant la Seconde Guerre mondiale.

## Historique
Après avoir reçu sa formation de base à Stettin dans la 4. Unterseebootsflottille jusqu'au 31 juillet 1942, il rejoint son unité de combat à Lorient, dans la 10. Unterseebootsflottille.
À l'été 1942, l'U-511 essaie la possibilité de lancer les roquettes d'artillerie Wurfkörper 42 Spreng à partir des U-Boote. Une base de six fusées est montée sur le pont de l'U-511. Celles-ci sont lancées avec succès, en surface comme en immersion jusqu'à 12 mètres de profondeur. Toutefois, les fusées sont imprécises ; les baies de lancement altèrent le profil du pont et dégradent la stabilité et les performances de l'U-Boot. Le projet est abandonné.
La dernière patrouille de l'U-511, effectuée du 10 mai 1943 au 7 août 1943, sert pour transporter du personnel de Lorient à Penang, en Malaisie, atteinte le 20 juillet 1943. Parmi ses passagers se trouvent l'ambassadeur d'Allemagne à Tokyo, l'attaché naval japonais de Berlin, ainsi que des scientifiques et des ingénieurs allemands.
À Penang, il sert de pièces détachées aux autres U-Boote de la région avant d'être vendu au Japon le 16 septembre 1943 qui le positionne à Kure. Il prend alors le nom de RO-500.
Il se rend aux forces américaines à Maizuru en août 1945 pour être sabordé par l'US Navy en baie de Maizuru, le 30 avril 1946, dans le cadre de l'opération Road's End.

## Affectations successives
- 4. Unterseebootsflottille du 8 décembre 1941 au 31 juillet 1942
- 10. Unterseebootsflottille du 1er août 1942 au 1er septembre 1943

## Commandement
- Kapitänleutnant Friedrich Steinhoff du 8 décembre 1941 au 17 décembre 1942
- Kapitänleutnant Fritz Schneewind du 18 décembre 1942 au 20 novembre 1943

## Navires coulés
Il a coulé cinq navires pour un total de 41 373 tonneaux et a endommagé un navire de 8 773 tonneaux au cours des quatre patrouilles qu'il effectua.
Liste des navires coulés
- S.S. San Fabian (pétrolier) de 13 031 tonneaux, le 27 août 1942
- M.V. Rotterdam (pétrolier) de 8 968 tonneaux, le 27 août 1942
- S.S. Esso Aruba (pétrolier) de 8 773 tonneaux, le 27 août 1942
- M.V. William Wilberforce (cargo à moteur) de 5 004 tonneaux, le 9 janvier 1943
- S.S. Sebastiano Cermeno (cargo à vapeur) de 7 194 tonneaux, le 27 juin 1943
- S.S. Samuel Heintzelmann (cargo à vapeur) de 7 176 tonneaux, le 9 juillet 1943

## Sources
- (en) Cet article est partiellement ou en totalité issu de l’article de Wikipédia en anglais intitulé « German submarine U-511 » (voir la liste des auteurs).